# Piwonice
Piwonice – osiedle Kalisza położone nad Prosną, Trojanówką i Piwonią, na południe od Rypinka, włączone do miasta etapami w 1963 i 1976; pełni funkcje mieszkaniowe i przemysłowe (elektrociepłownia Kalisz od 1932).
Największa pod względem powierzchni jednostka pomocnicza Kalisza i jedyna położona po obu brzegach Prosny.

## Położenie
Piwonice usytuowane są w południowej części miasta, przez osiedle przebiega droga wojewódzka nr 450 Kalisz – Wieruszów oraz drogi powiatowe na Brzeziny (ul. Starożytna), Szałe (ul. Pokrzywnicka) i Sulisławice (ul. Romańska).

## Historia
Odkrycia archeologiczne pozwalają stwierdzić, że w Kaliszu i jego bliskim sąsiedztwie przebywała ludność wielu kultur – w Piwonicach odkryto ślady kultury pucharów lejkowatych, a w latach 50. i 60. XX w. m.in. ślady domostw, jam gospodarczych, pieców hutniczych i przedmiotów codziennego użytku z okresu przedlateńskiego oraz okresu wpływów rzymskich.
2 października 1283 książę wielkopolski Przemysł II objął pod jurysdykcję sądu kaliskiego m.in. wieś Piwonice, Tyniec, Majków, Kokanin i Russów.
W 1914 wojska rosyjskie opuszczając Kalisz zniszczyły most na rzece Prośnie w Piwonicach. W 1945 stacjonował tu dyslokowany z Mielnika 26 Pułk Artylerii Przeciwlotniczej (w tym samym roku został rozformowany).
Od 1920 działa Orkiestra Dęta OSP Kalisz–Piwonice.
Ludzie związani z Piwonicami
- Janusz Teodor Dybowski (pisarz)
- Stefan Dybowski (nauczyciel)[9]
- Jadwiga Młynek (stulatka)
- Teofil Morawski herbu Korab (ziemianin)

W latach 1954-1972 wieś należała i była siedzibą gromady Piwonice.

## Części osiedla
Części osiedla wg TERYT:
- Lis (dawna wieś–osada) z rezerwatem torfowiskowym Lis (4,71 ha)
- Piwonice
- Piwonice-Kolonia
- Piwonice-Wschód
- Piwonice-Zachód

## Obiekty historyczne
- stanowisko archeologiczne – osada pradziejowa wielokulturowa[11]
- układ ruralistyczny dawnej wsi Piwonice (XIII w. – poł. XX w.)[11]
- dwór (nieistniejący) wraz z parkiem zaprojektowanym przez ogrodnika Edmunda Jankowskiego znajdował się w pobliżu szkoły; do 1939 należał do rodziny Łukaszewiczów[7]
- budynek kolejowego posterunku przejazdowego Piwonice (lata 50. XX w.)[11]

## Komunikacja miejska
| Kaliskie Linie Autobusowe | Kaliskie Linie Autobusowe             |
| Nr linii                  | Trasa                                 |
| ------------------------- | ------------------------------------- |
| 3A                        | Wyszyńskiego – Szałe                  |
| 3B                        | Wyszyńskiego – Wolica Szpital/Chełmce |
| 4                         | Wyszyńskiego Słoneczna                |
| 14                        | Wyszyńskiego Słoneczna                |
| 7                         | Dworzec Autobusowy – Romańska         |